# Stefan Chaskielewicz
Stefan Chaskielewicz (ur. 1914  w Warszawie, zm. 2004) – polski matematyk i ekonomista pochodzenia żydowskiego. Autor książki o getcie warszawskim i Żydach mieszkających  po aryjskiej stronie miasta pt. Ukrywałem się w Warszawie, w której opisał przeżycia człowieka ukrywającego się przed i po powstaniu w getcie warszawskim oraz pracę policji żydowskiej podczas eksterminacji w getcie. 

## Życiorys
Ukończył studia na Akademii Handlowej w Antwerpii oraz Wydział Ekonomii Finansowej w Brukseli. Studiował również fotografię techniczną w Wiedniu. Do roku 1939 był pracownikiem polskiego oddziału belgijskich zakładów fotochemicznych Gevaert. 
Podczas wojny, do stycznia 1943 przebywał w getcie warszawskim. Po ucieczce z getta razem z rodzicami do stycznia 1945 ukrywał się w Warszawie. 
Od 1956 roku pracował w Polskiej Akademii Nauk, zajmując się organizacją i zarządzaniem prac badawczych.